# アテン群

アテン群の軌道（緑色）。地球（青色の天体）の軌道に接している

アテン群（アテンぐん）またはアテン型小惑星（アテンがたしょうわくせい、英: Aten asteroids）、アテングループ (英: Aten group) とは、地球近傍小惑星 (NEA) の分類の一つ。アテン群は、地球横断小惑星 (Earth-crossing asteroids) で、軌道長半径が1天文単位 (au) より小さく、遠日点距離が0.983 auより大きな軌道を持つ小惑星、と定義されている。1976年1月7日に、この分類の天体で最初に発見された小惑星 (2062) アテンから名づけられた。2021年4月現在、約2,000個のアテン群小惑星が発見されている。アテン群小惑星の多くは、潜在的に危険な小惑星 (PHA) にも分類されている。

## 解説
アテン群は、軌道長半径 (a) が1.0 au未満の公転軌道を持つ小惑星と定義されている。これは、地球 - 太陽間の平均距離に相当する。また、遠日点距離 (Q) が0.983 auより大きな軌道を持つ小惑星であるとも定義されている。地球の公転軌道は0.983 auから1.017 auの間にあるため、これらの定義によればアテン群の小惑星は地球の公転軌道を横断する地球横断小惑星となる。
2021年4月現在、既知のアテン群で軌道長半径が最も小さい小惑星は 2019 LF6 (0.555 au)である。近日点が最も太陽に近いのは (137924) 2000 BD19 (0.0920 au) で、離心率も最大 (e=0.895) である。この軌道は、近日点では水星軌道の内側に入り込み、遠日点では火星軌道に到達する。2004年末、2004 MN4（翌年に (99942) アポフィスと命名）という小惑星が、2029年または2036年に地球に衝突する可能性があると報じられたが、その後の観測の結果から衝突の危険性はほとんどないことが分かった。2021年には、NASAから今後100年間は地球に衝突する恐れがないとする発表がなされた。
2011年2月4日、2011 CQ1という小惑星が地球表面からわずか5,480kmまで最接近した。あまりにも近づきすぎたため、軌道が60°も折れ曲がり、アポロ群からアテン群へと変化した。

## アティラ群
アティラ群 (Atira group) は、軌道長半径 (a) が1.0 au未満、遠日点距離 (Q) が0.983 au未満の公転軌道を持つ小惑星のグループである。アティラ群はアテン群のサブグループとされていたが、近年では独立したグループとして扱われることが多い。
| Group                                              | 軌道長半径 | 近日点距離 | 遠日点距離 | 地球横断小惑星 |
| -------------------------------------------------- | ---------- | ---------- | ---------- | -------------- |
| アモール群                                         | >1.0       | > 1.017    | -          | Red X          |
| アポロ群                                           | >1.0       | < 1.017    | -          | Green tick     |
| アテン群                                           | -          | > 0.983    | <1.0       | Green tick     |
| アティラ群                                         | -          | < 0.983    | <1.0       | Red X          |
| ※全ての地球近傍天体の近日点距離 (q) は1.3 au未満。 |            |            |            |                |

## 主要なアテン群の天体
| 名前             | 直径（推定：m） | 備考                           |
| ---------------- | --------------- | ------------------------------ |
| アテン           | 1100            |                                |
| クルースン       | 5000            | 地球の準衛星                   |
| アムン           | 2480            |                                |
| ハトホル         | 300             |                                |
| ラー・シャローム | 3400            |                                |
| セクメト         | 1400            | 衛星を持っている               |
| アポフィス       | 325             | 潜在的に危険な小惑星           |
| (99907) 1989 VA  | 1400            | 公転周期が金星に等しい         |
| (66063) 1998 RO1 | 800             | 衛星S/2001 (66063) 1を持つ     |
| 1998 DK36        | 34              | アティラ群に属する可能性がある |
| (66391) 1999 KW4 | 1317            | 衛星S/2001 (66391) 1を持つ     |
| 2000 SG344       | 37              | 人工惑星の可能性がある         |
| 2002 AA29        | 60              |                                |
| 2002 VE68        | 210 - 470       | 金星の準衛星                   |
| 2003 YN107       | 10 – 30         |                                |
| 2004 FH          | 30              |                                |
| 2010 RX30        | 12              | 2010年に日本上空を通過         |
| 2011 CQ1         | 1.2             | 元々アポロ群だった             |
| 2004 FU162       | 6.7             |                                |
| 2001 BA16        | 23.3            |                                |
| 2007 CS5         | 44.3            |                                |
| 2007 JB21        | 30.7            |                                |
| 2007 UW1         | 106.3           |                                |
| 2009 BH2         | 122.1           |                                |
| 2009 WQ6         | 5.3             |                                |
| 2010 XC15        | 193.4           |                                |
| 2010 UY7         | 28.5            |                                |
| 2011 AX22        | 42.3            |                                |
| 2012 BK14        | 12.2            |                                |
| 2012 BX34        | 11.1            |                                |
| 2012 DA14        | 45              |                                |
| 2013 GM3         | 20.3            |                                |